# Atactophlebiidae
Atactophlebiidae – wymarła rodzina owadów z rzędu świerszczokaraczanów. W zapisie kopalnym znana jest z permu, od cisuralu po loping. Skamieniałości jej przedstawicieli znajduje się na terenie Rosji.
Owady te miały przedplecze zaopatrzone w paranota, w użyłkowaniu ich przednich skrzydeł sektor radialny brał początek w połowie skrzydła, do pozbawionej tylnych odgałęzień przedniej żyłki kubitalnej przyłączała się odchodząca od żyłki medialnej lub tylnej medialnej żyłka M5, przednia odnoga tylnej żyłki medialnej często była zdezsklerotyzowana, a wklęsła żyłka subkostalna kończyła się łącząc z kostalną. Przednie skrzydła nie miały pola prekostalnego, a ich pole kostalne było w nasadowej ⅓ równej lub nieco większej szerokości niż pole subkostalne.
Takson ten wprowadzony został w 1930 przez Andrieja Martynowa. Po rewizji Aristowa z 2015 należą tu następujące rodzaje:
- †Atactophlebia Martynov, 1928
- †Issadophlebia Aristov, 2015
- †Kirkorella G. Zalessky, 1939
- †Malmyzhia Aristov, 2015
- †Novokshonovus Aristov et Rasnitsyn, 2015